# Panier moyen
 (avril 2015).
Si vous disposez d'ouvrages ou d'articles de référence ou si vous connaissez des sites web de qualité traitant du thème abordé ici, merci de compléter l'article en donnant les références utiles à sa vérifiabilité et en les liant à la section « Notes et références ».

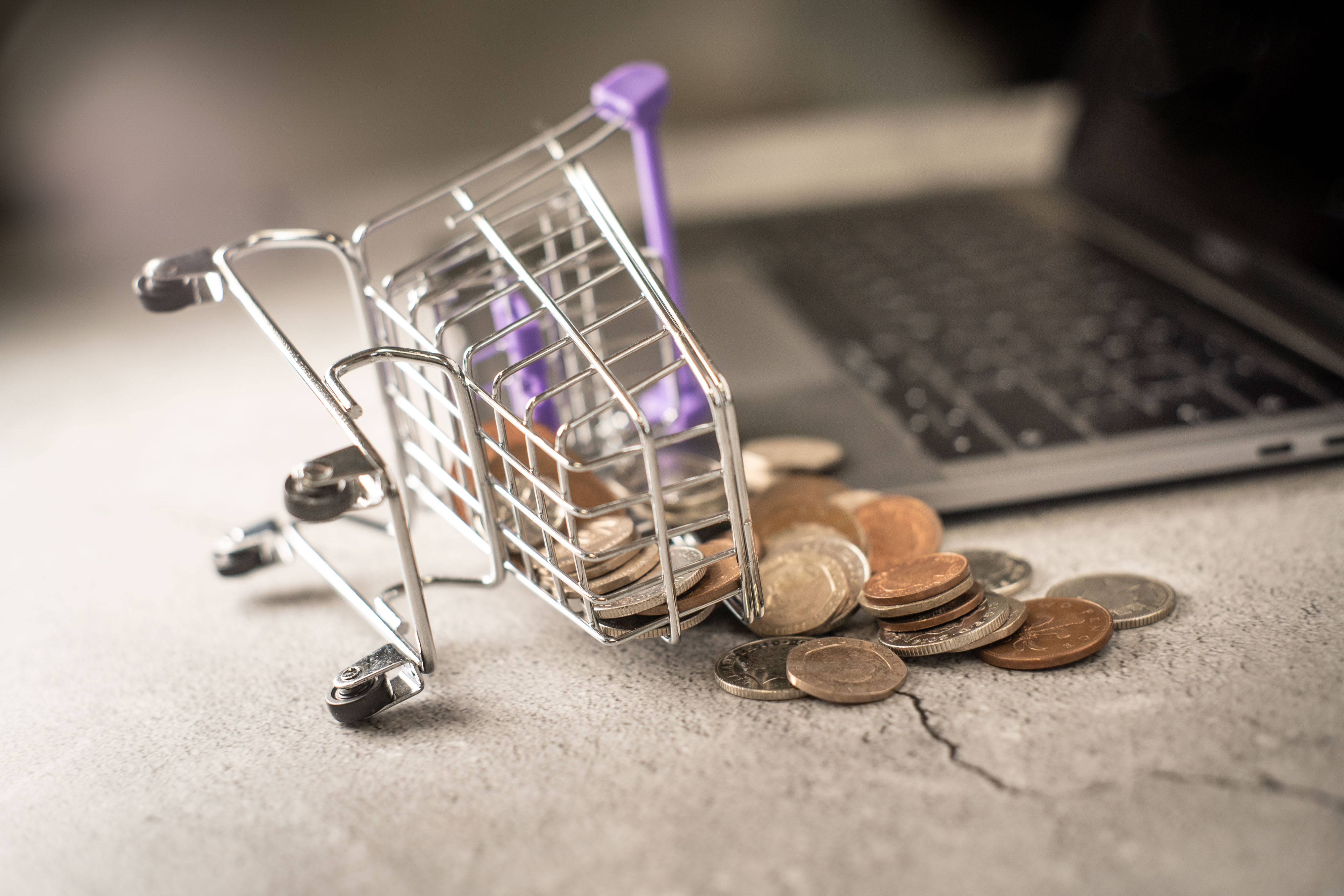
Qu’il soit en ligne ou en magasin, le panier moyen est un indicateur clé pour suivre l’évolution des chiffres d’affaires.

Le panier moyen est une expression d'usage courant dans le monde de la distribution et du commerce. Elle désigne le montant moyen dépensé par les acheteurs chaque fois qu'ils fréquentent un point de vente.

## Intérêt du concept
La notion de panier moyen est avec la fréquentation l'un des deux paramètres basiques qui permettent la compréhension du niveau et de l'évolution du chiffre d'affaires d'un point de vente.
Indicateur relativement simple, il constitue un signal d'alerte rapide et favorise les comparaisons entre points de vente.

## Mesure de la valeur du panier moyen
Du fait de l'utilisation généralisée de caisses enregistreuses, une routine informatique standard permet d'éditer la valeur du panier moyen pour une période donnée. Cette valeur résulte simplement de la division du montant global des achats constatés par le nombre de tickets (ou de factures) émis. Il est ainsi possible de calculer le panier moyen d'une journée, semaine, mois, trimestre, etc.
De la même manière, dans un point de vente de taille importante, c'est-à-dire comprenant un assortiment de produits conséquent, le panier moyen est calculé et suivi de manière plus fine : par rayons, par famille de produits, etc.

## Interprétation de la valeur du panier moyen
L'interprétation d'une hausse ou d'une baisse n'est pas évidente, elle peut résulter :
- de la hausse ou de la baisse des volumes achetés ;
- de la hausse ou de la baisse du prix unitaire des achats (l'existence de promotions sur les prix ne favorise pas de ce point de vue l'analyse.) ;
- d'un effet de mix (la pondération des produits achetés varie, ainsi par exemple les clients qui achètent davantage de produits « premier prix ».).